# والابی صخره بی‌پیرایه
والابی صخره بی‌پیرایه (نام علمی: Petrogale inornata) گونه‌ای کیسه‌دار عضو سرده صخره‌راسوها از تیره درازپایان است که در شمال شرقی کوئینزلند در استرالیا زندگی می‌کند. والابی صخره بی‌پیرایه همچون دیگر والابی‌ها شب‌زی و گیاه‌خوار است. به دلیل کم‌رنگ بودن این جانور بدان نام بی‌پیرایه داده شده است.